# یواس‌اس ساترن (ای‌جی-۴)
یواس‌اس ساترن (ای‌جی-۴) (به انگلیسی: USS Saturn (AG-4)) یک کشتی بود که طول آن ۲۹۷ فوت ۱ اینچ (۹۰٫۵۵ متر) بود. این کشتی در سال ۱۸۹۰ ساخته شد.